# Free (álbum de Planetshakers)
El álbum Free (Libre, traducido al español), es una producción grabada en vivo en la Conferencia de Planetshakers entre el 31 de agosto y el 1 de septiembre de 2007. El álbum fue lanzado oficialmente el 1 de enero de 2008.

## Temas
- Intro (0:59)
- Salvation (4:43)
- Saved the Day (4:51)
- Free (4:11)
- Greatly to be Praised (4:29)
- In The Highest (6:43)
- Calvary (6:20)
- I Need You (8:24)
- Shout Your Name (5:30)
- For Everything (4:23)
- My Hope (5:43)
- Saving Grace (8:28)
- Glory to God (6:32)
- …A Worship Moment (6:27)